# Microrégion de Miracema do Tocantins
La microrégion de Miracema do Tocantins est l'une des cinq microrégions qui subdivisent l'ouest de l'État du Tocantins au Brésil.
Elle comporte 24 municipalités qui regroupaient 145 535 habitants en 2006 pour une superficie totale de 34 721 km².

## Municipalités[1]
- Abreulândia
- Araguacema
- Barrolândia
- Bernardo Sayão
- Brasilândia do Tocantins
- Caseara
- Colméia
- Couto de Magalhães
- Divinópolis do Tocantins
- Dois Irmãos do Tocantins
- Fortaleza do Tabocão
- Goianorte
- Guaraí
- Itaporã do Tocantins
- Juarina
- Marianópolis do Tocantins
- Miracema do Tocantins
- Miranorte
- Monte Santo do Tocantins
- Pequizeiro
- Presidente Kennedy
- Rio dos Bois
- Tupirama
- Tupiratins